# Patrül Rinpoché
Rinpoché, Tulkou, Khenpo
Palgé Samten Phuntsok Dzogchen Ranyak Patrül Rinpoché
Patrül Rinpoché (tibétain : དཔལ་སྤྲུལ་ཨོ་རྒྱན་འཇིགས་མེད་ཆོས་ཀྱི་དབང་པོ, Wylie : dpal sprul o rgyan 'jigs med chos kyi dbang po, THL : Patrul Orgyen Jigme Chokyi Wangpo, 1808– 8 juin 1887) fut un maître de l'école de bouddhisme tibétain Nyingmapa.

## Biographie
Il nait dans une famille nomade du Kham. Il fut reconnu comme la réincarnation de Śāntideva et devint le disciple de Jigmé Gyalwai Nyougou, le principal disciple de Jigme Lingpa. Bien qu'étant devenu un très grand maître et un très grand érudit, il vécut toujours comme un vagabond signant ses écrits de « vieux chien ». Il fut aussi le disciple du maître Do Khyentse Yeshe Dordje (1800-1866).  Il écrivit de nombreux ouvrages dont le Künzang Lamé Sheloug (tibétain : ཀུན་བཟང་བླ་མའི་ཞལ་ལུང, Wylie : kun bzang bla ma'i zhal lung), « Les mots de mon Maître Parfait » qui est le livre de référence pour la pratique du Ngöndro chez les Nyingmapa.
Ce commentaire suivait les instructions de son maître Jigmé Gyalwai Nyougou dans la plus pure lignée du Longchen Nyingthik révélé par Jigme Lingpa. Il écrivit aussi le Khépa shri gyalpö (le Docte et Glorieux Roi) un commentaire sur des pratiques Dzogchen rédigé toujours à partir des commentaires de son maître Jigmé Gyalwai Nyougou. Jean-Luc Achard déclare à propos du Khépa shri gyalpö en 2001:

« [Le Docte et Glorieux Roi] est sans conteste l'enseignement Dzogchen le plus fréquemment transmis de nos jours, très certainement parce qu'il essentialise l'ensemble des conceptions de la Grande perfection 
([le Dzogchen]) et la démarche même de cette pratique. »

Patrül Rinpoché joua un rôle majeur dans le mouvement Rimé. Ses œuvres font autorité pour les pratiques dans la lignée Nyingmapa (surtout celle du Longchen Nyingthik) de la même façon que Mip'am Rinpoché fait autorité pour la doctrine philosophique des Nyingmapa .
Patrül Rinpoché eut parmi ses principaux disciples le cinquième Dzogchen Rinpoché, l'un des maîtres de Dilgo Khyentse Rinpoché.

### Œuvres
- (en) The Way of the Bodhisattva
- (en) Treasury of Precious Qualities
- (en) The Words of My Perfect Teacher (tib. Künzang Lamé Sheloug)
- (en) The Lotus Garden's Play, traduit par Acharya Nyima Tsering (en), Ed. Vi Landry, 2006,  (ISBN 8190334409)
- (en) The Way of Living, traduit par Acharya Nyima Tsering, Ed Vidhyadhara, 2010,  (ISBN 8190334417)

### Traductions en français
- The Words of My Perfect Teacher a été publié en français sous le titre Le Chemin de la grande perfection, traduction Christian Bruyat, Padmakara, 1997  (ISBN 2906949132).
- Le Khépa shri gyalpö a été publié en français sous le titre Le Docte et Glorieux Roi, présenté et traduit par Jean-Luc Achard, Les Deux Océans, 2001 (ISBN 2-86681-106-2)
- Un guide rapide aux étapes et voies des bodhisattvas, trad. Adam,

### Études sur Patrül Rinpoché
- Philippe Cornu, Dictionnaire Encyclopédique du Bouddhisme, Seuil, nouvelle éd. 2006.
- Philippe Cornu, Padmasambhava,  Éditions du Seuil, 1997, pages 205-206.
- Sogyal Rinpoché, Le Livre tibétain de la vie et de la mort,  Éditions La Table Ronde, 2003 /Livre de Poche, 2005.
- Le Trésor du Cœur des Êtres Éveillés, avec un commentaire de Dilgo Khyentsé, éd. du Seuil, coll. "Points Sagesse",  Paris, 1997.